# Макаров, Павел Капитонович
Павел Капитонович Макаров, Павел Макар (26 января 1919 — 1963, Франция) — советский футболист, нападающий.
Начал выступать за «Динамо» Ростов-на-Дону в весеннем первенстве СССР в группе «В», осеннее первенство и 1937 год вместе с командой провёл в группе «Б». В 1938 году сыграл 22 матча, забил четыре мяча в чемпионате СССР. В 1939 году в группе «Б» в 21 матче забил 8 мячей. В 1940 году в составе «Динамо» Харьков в группе «Б» сыграл 9 игр, забил 4 мяча. В аннулированном чемпионате 1941 года сыграл 8 матчей, забил три гола за «Спартак» Ленинград.
Участвовал в боях Великой Отечественной войны. В августе 1942 года политрук 2-й стрелковой роты 1013-го стрелкового полка 285-й стрелковой дивизии П. К. Макаров был ранен. Впоследствии попал в плен. Добровольно начал сотрудничать с немцами. Служил в карательном отряде СД, располагавшемся в Васильковичах под Оредежем Ленинградской области, где был начальником тюрьмы. В конце войны служил в команде «Цейт Норд» разведывательного органа немцев «Цеппелин», занимался допросами военнопленных.
После окончания войны остался на Западе. Под фамилией Макар выступал за различные футбольные клубы. В 1945—1948 годах играл за австрийские и немецкие команды «Украина» Зальцбург, «Украина» Ульм, «Штутгартер Кикерс», «Фёникс» Карлсруэ, «Беркут» Ульм, «Ульм 1846», «Чорногора» Аугсбург. В сезоне 1948/49 был в составе английского клуба «Челмсфорд Сити». Затем играл за французские клубы «Олимпик» Ним (1948—1951), «Гренобль» (1951—1953), «Монтаржи» (1955—1956), «Висли»/«Вели» (1957—1958, также главный тренер в 1957—1961). В 1954—1955 годах выступал за канадский клуб «Тризуб» Торонто.
В результате расследований, проведённых подразделениями КГБ СССР, занимающихся поиском предателей, карателей, фашистских пособников и изменников Родине, был изобличён в совершении военных преступлений в годы Великой Отечественной войны.
Скончался в 1963 году по одним данным во Франции, по другим — в Канаде.